# Smilax menispermoidea
Smilax menispermoidea är en enhjärtbladig växtart som beskrevs av A.Dc. Smilax menispermoidea ingår i släktet Smilax och familjen Smilacaceae. Inga underarter finns listade.